# Tidy Boys
Tidy Boys est un groupe britannique de hard house, originaire de Rotherham et Kettering. Composé d'Andy Pickles et d'Amadeus Mozart, ils sont connus pour avoir fondé le label Tidy Trax et pour leur travail de DJ et de producteur de hard house. Andy et Amadeus sont également connus sous les noms de Hyperlogic, the Handbaggers, et Untidy Dubs.

## Histoire
Andy Pickles, basé à Rotherham, et Amadeus Mozart, basé à Kettering, fondent le label Tidy Trax en 1995,,. Amadeus Mozart, qui change de nom par acte notarié en 1986, avait déjà travaillé pour la campagne Keep Kettering Tidy, qui a inspiré le nom du label et du groupe. Andy Pickles était auparavant à l'origine de la série Jive Bunny and the Mastermixers.
La première sortie du label est le titre U Found Out des Handbaggers, un autre nom de Pickles et Mozart, qui atteint la 55e place du classement britannique des singles en 1996,. Ils produisent également des titres sous le nom Hyperlogic, le single Only Me étant le premier à atteindre le succès dans les classements britanniques, atteignant la 35e place du classement britannique des singles en 1995 sur le label Systematic. Il est réédité plus tard sur Tidy Trax, atteignant cette fois la 48e place en 1998,. Quelque temps plus tard, en mars 1999, le duo se réunit sous le nom de Tidy Boys et joue son premier DJ set ensemble. Tidy Boys se produisent ensuite lors d'événements tels que le Tidy Weekender, Escape into the Park et Creamfields, et tiennent une résidence mensuelle à Sundissential,,,.
Tidy Boys sortent un certain nombre de compilation de hard house, dont certains sont classés dans les charts, comme Hard House Euphoria mixé avec Lisa Pin-Up qui atteint la 12e place du UK Compilation Chart en 2001. Ils participent à trois sessions Essential Mix sur BBC Radio 1, la première en 2004 aux côtés de Judge Jules et Lee Haslam, la deuxième en octobre 2005 avec Amber D en direct du Tidy Weekender, et la troisième en 2006 avec Marcel Woods,,. Le duo reçoit l'attention de la presse musicale, DMC World qualifiant les Tidy Boys d'« emblématiques » et décrivant leur son comme un mélange de « rave, nu-NRG et trance »,.

## Discographie

### Compilations
| Titre                       | Artiste                                    | Année | Meilleure position UK Comp |
| --------------------------- | ------------------------------------------ | ----- | -------------------------- |
| The Tidy Boys Annual        | Tidy Boys / Various                        | 2001  | 27                         |
| Hard House Euphoria         | Tidy Boys vs. Lisa Pin-Up / Various        | 2001  | 12                         |
| Tidy Euphoria               | Lee Haslam / Tidy Boys / Amber D / Various | 2005  | 10                         |
| The Tidy Boys Big Night Out | Tidy Boys / Various                        | 2006  | 94                         |